# 유필승
유필승(劉必勝, ? ~ 기원전 53년)은 전한 후기의 제후로, 광천유왕의 아들이다.

## 행적
신작 4년(기원전 58년), 역향후(歷鄕侯)에 봉해졌다.
감로 원년(기원전 53년)에 죽으니 시호를 강(康)이라 하였고, 작위는 아들 유장수가 이었다.

## 출전
- 반고, 《한서》 권15하 왕자후표 下

| 선대 (첫 봉건) | 전한의 역향후 기원전 58년 ~ 기원전 53년 | 후대 아들 역향경후 유장수 |